# De Vlijt (Wageningen)
De Vlijt is een stellingmolen op Harnjesweg 54a in Wageningen, bij de kruising met de Veluviaweg. Deze windkorenmolen is sinds 11 februari 1970 een rijksmonument.
Het is een ronde stenen molen, gedekt met riet, bouwjaar 1879, met een vlucht van 22,20 meter. De molen heeft twee paar 16er, 140 cm doorsnede, kunststenen met allebei een regulateur. Het ene koppel maalt alleen op de wind, het andere kan ook elektrisch aangedreven worden. Voor het elektrisch aandrijven wordt het steenrondsel over een ijzeren mof naar beneden geschoven zodat de steen vrij van de wieken kan draaien. Om het wiel, dat bovenop de steenspil zit, worden snaren gelegd die verbonden zijn met de elektrische aandrijving.
De wieken zijn fokwieken met remkleppen, waardoor de molen efficiënter en ook bij weinig wind nog kan malen. De gelaste roeden zijn in 1978 gemaakt door de firma Derckx te Beegden. De buitenroede heeft nummer 267 en de binnenroede 268. Het kruiwerk is een neutenkruiwerk dat bediend wordt met een kruilier en rondgaande ketting. Het sleepluiwerk kan luien (hijsen) op de wind, met de hand of elektrisch. De molen wordt gevangen (geremd) met een Vlaamse vang die bediend wordt door een wipstok.
De molen werd in 1952 gerestaureerd en in 1978 nogmaals. In 1979 kwam hij weer als professioneel maalwerktuig in bedrijf. In het winkelgedeelte worden meelproducten, gist, bakblikken, peul- en zuidvruchten verkocht.
Eigenaar is de gemeente Wageningen. Molenaar was vanaf 1976 tot 2011 Hans Dobbe. Hij is per 1 januari 2012 opgevolgd door Bart Mols.
De bouwvoorschriften van de gemeente Wageningen beschermen de molenbiotoop met de bepaling dat binnen een straal van 100 meter niet hoger gebouwd mag worden dan de onderste punt van een verticaal staande wiek. In 2009 zijn de bouwplannen voor het nabijgelegen terrein van de voormalige mouterij aangepast vanwege dit windrecht.
In 1986 heeft de molen een vijf meter lange, gietijzeren bovenas van de Nijmeegse IJzergieterij gekregen. De as heeft zeer lange vulstukken, die gemaakt zijn van de voormalige houten bovenas.

## Overbrengingen
- Het bovenwiel heeft 59 kammen en een steek van 11,5 cm.
- De bonkelaar heeft 34 kammen
- Het spoorwiel heeft 93 kammen en een steek van 8,8 cm.
- De steenschijfloop heeft 28 staven

De overbrengingsverhouding is 1 : 5,7

## Fotogalerij

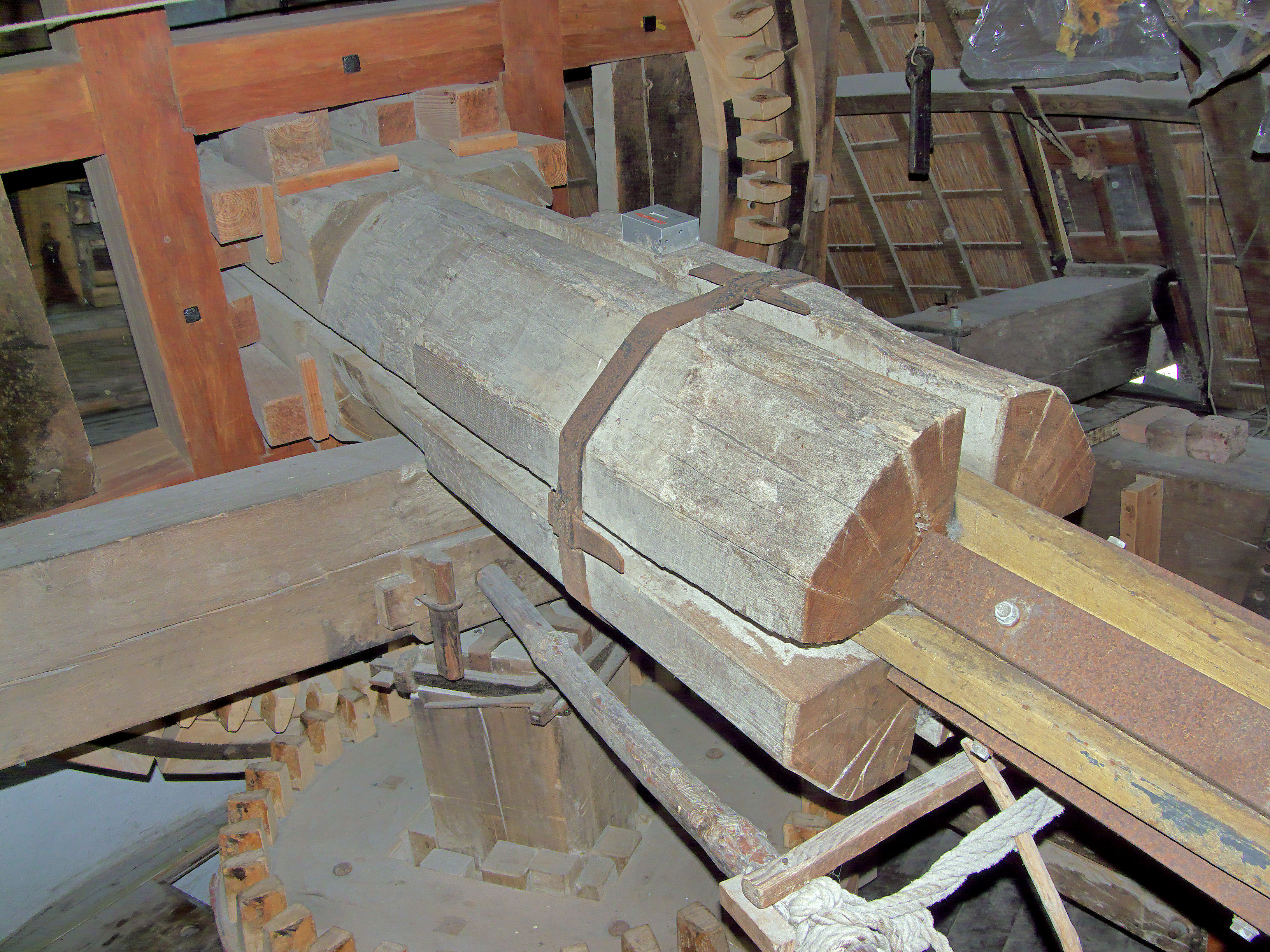
Omklede bovenas
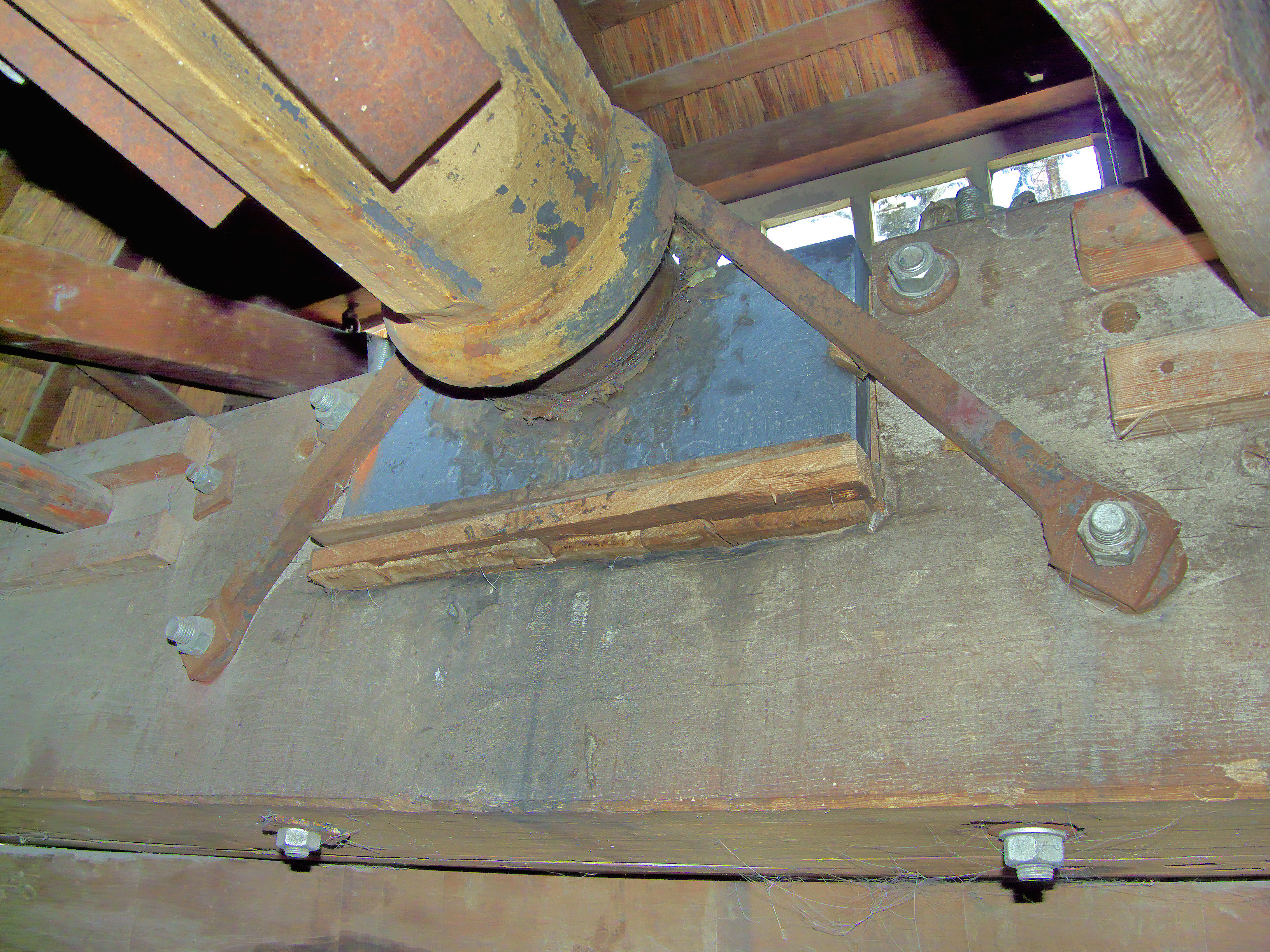
Penlager
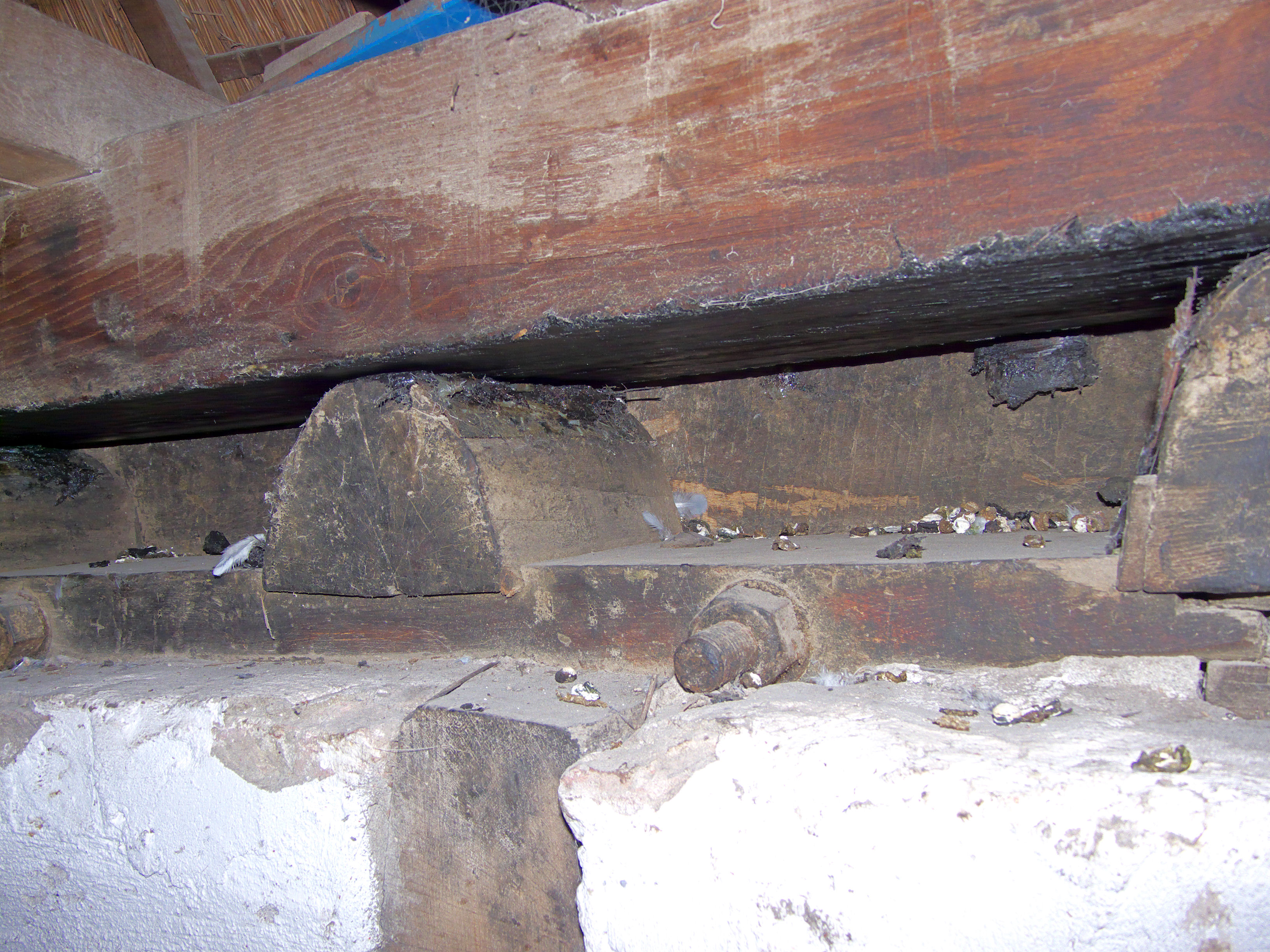
Kruineuten
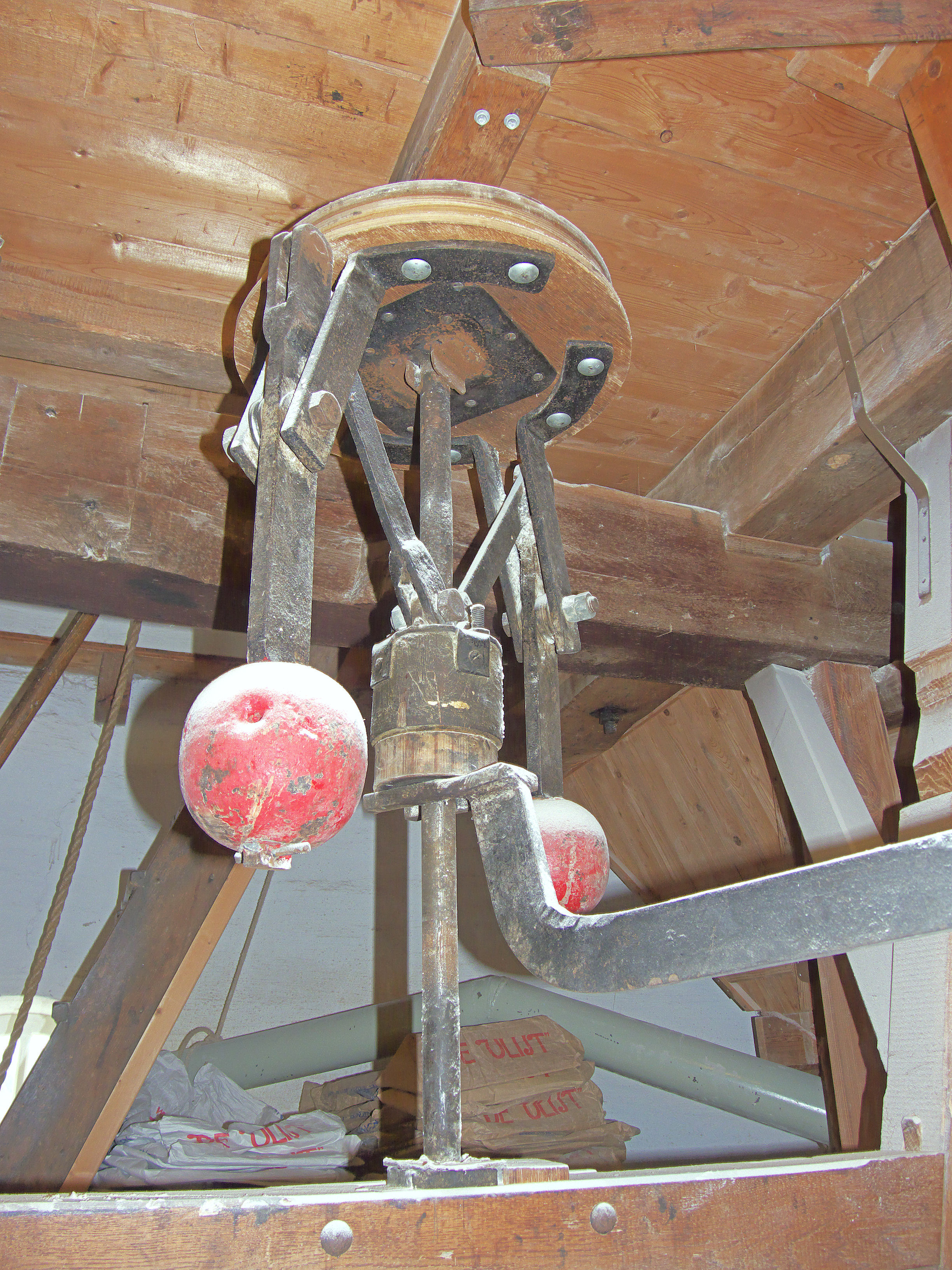
Regulateur
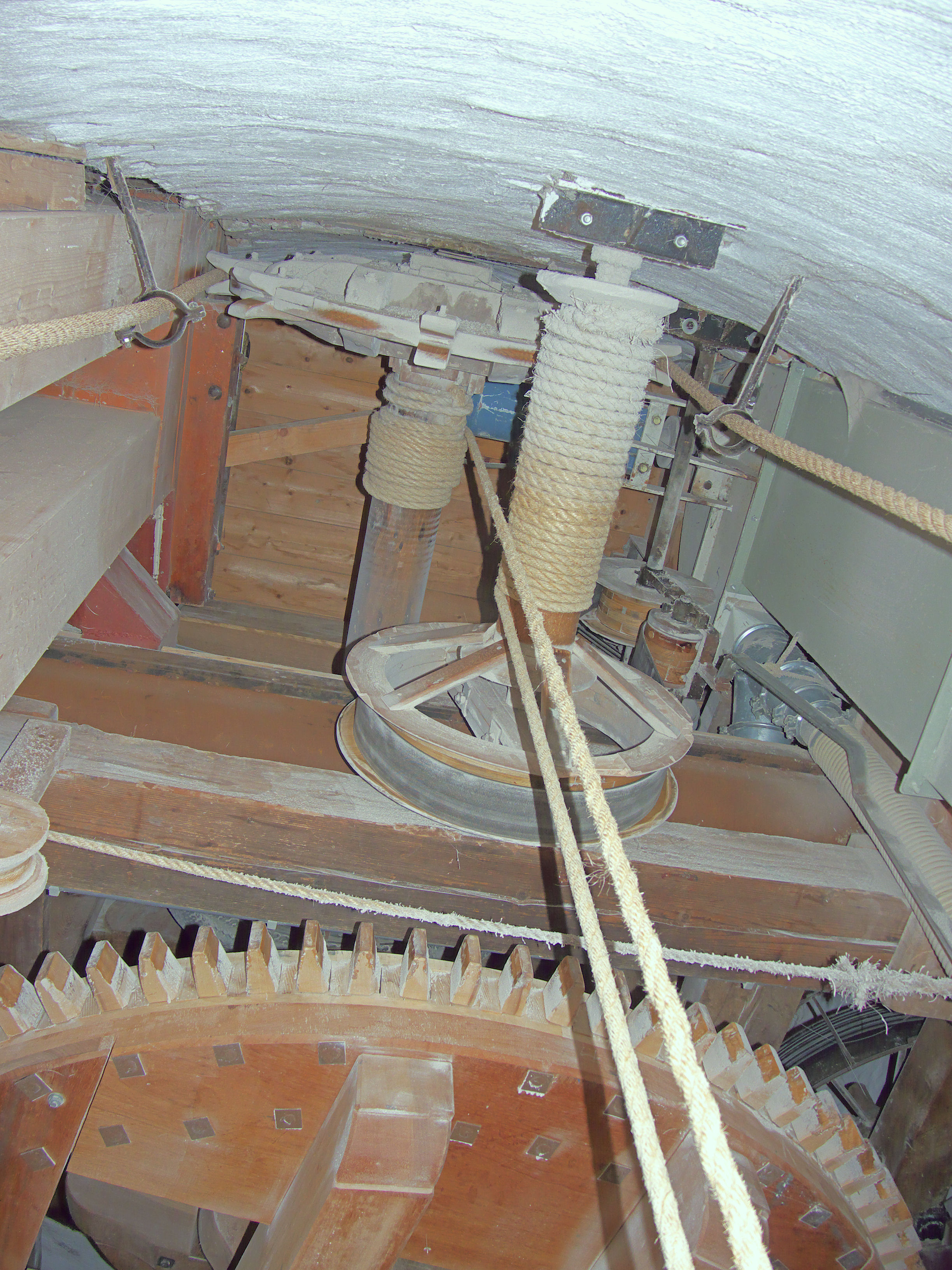
Luiwerk
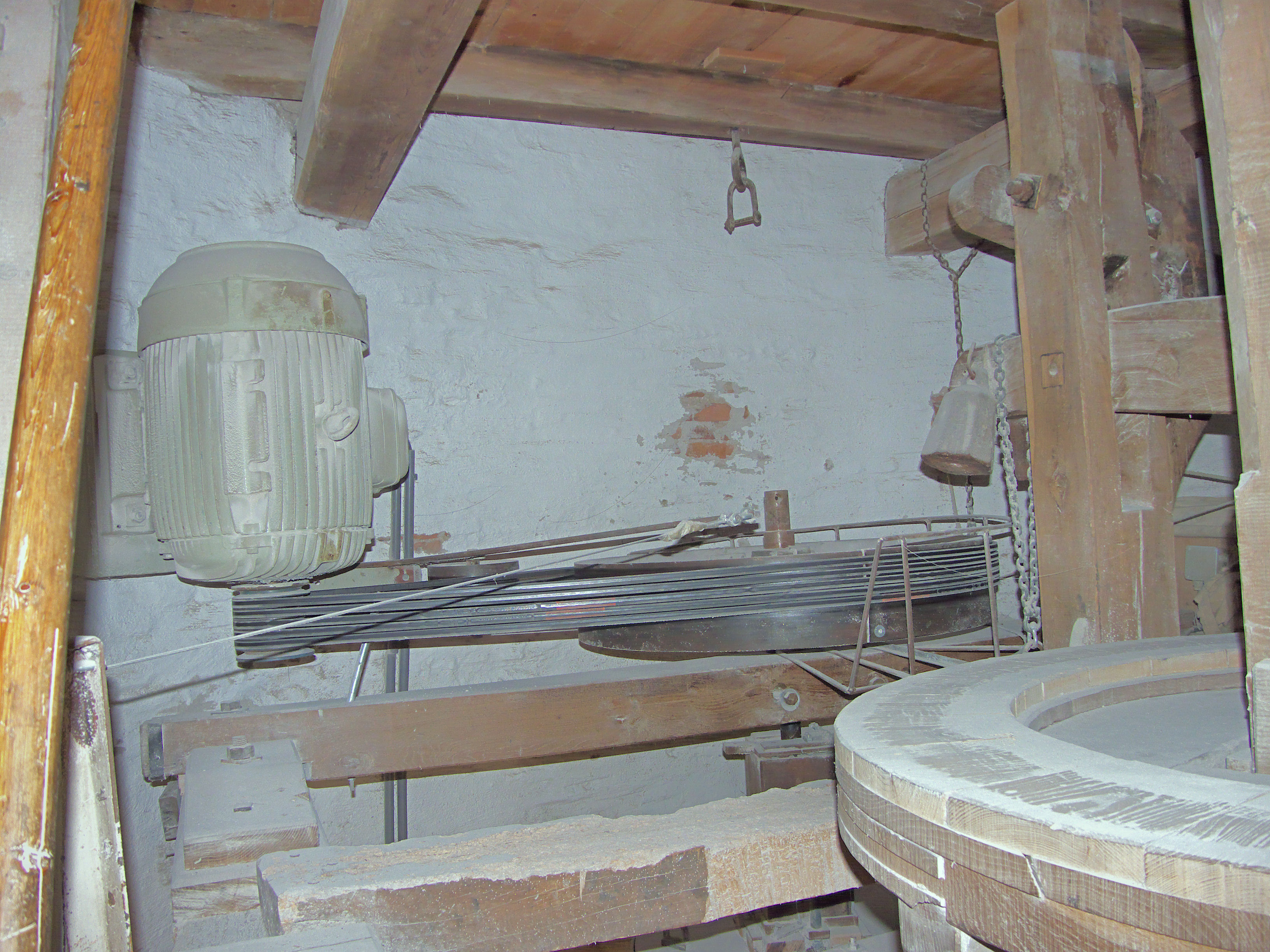
Elektrische aandrijving maalkoppel
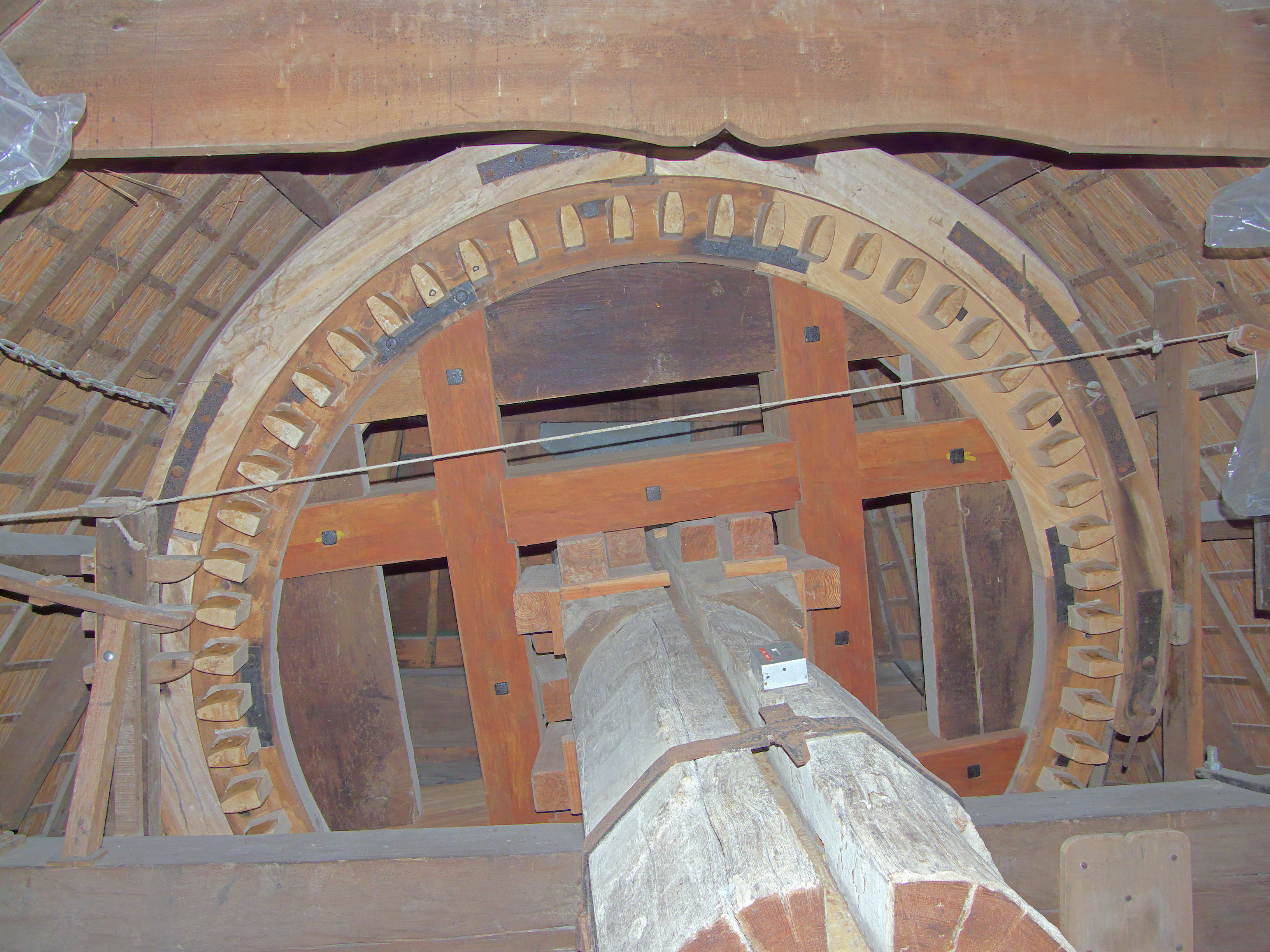
Bovenwiel
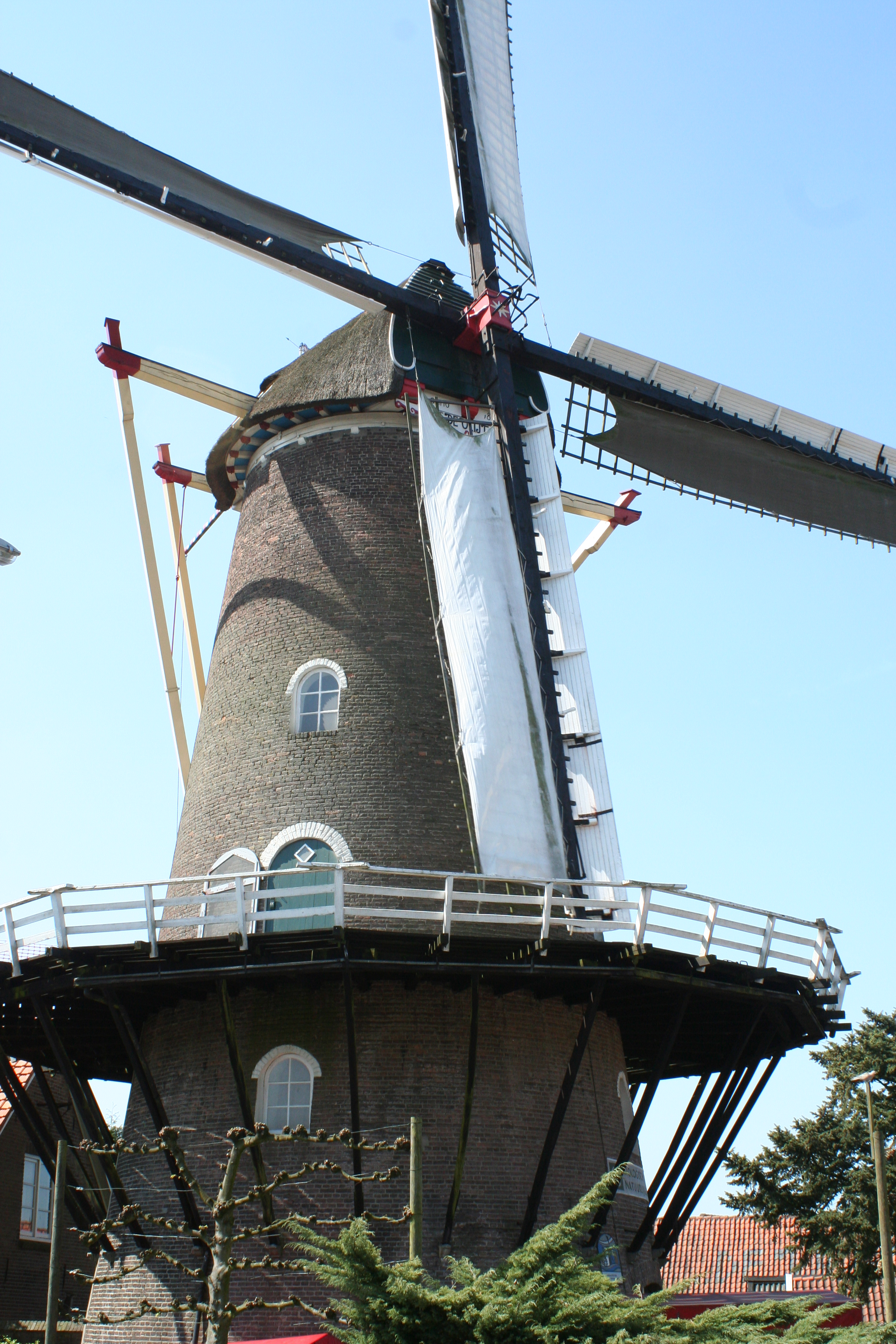
2009
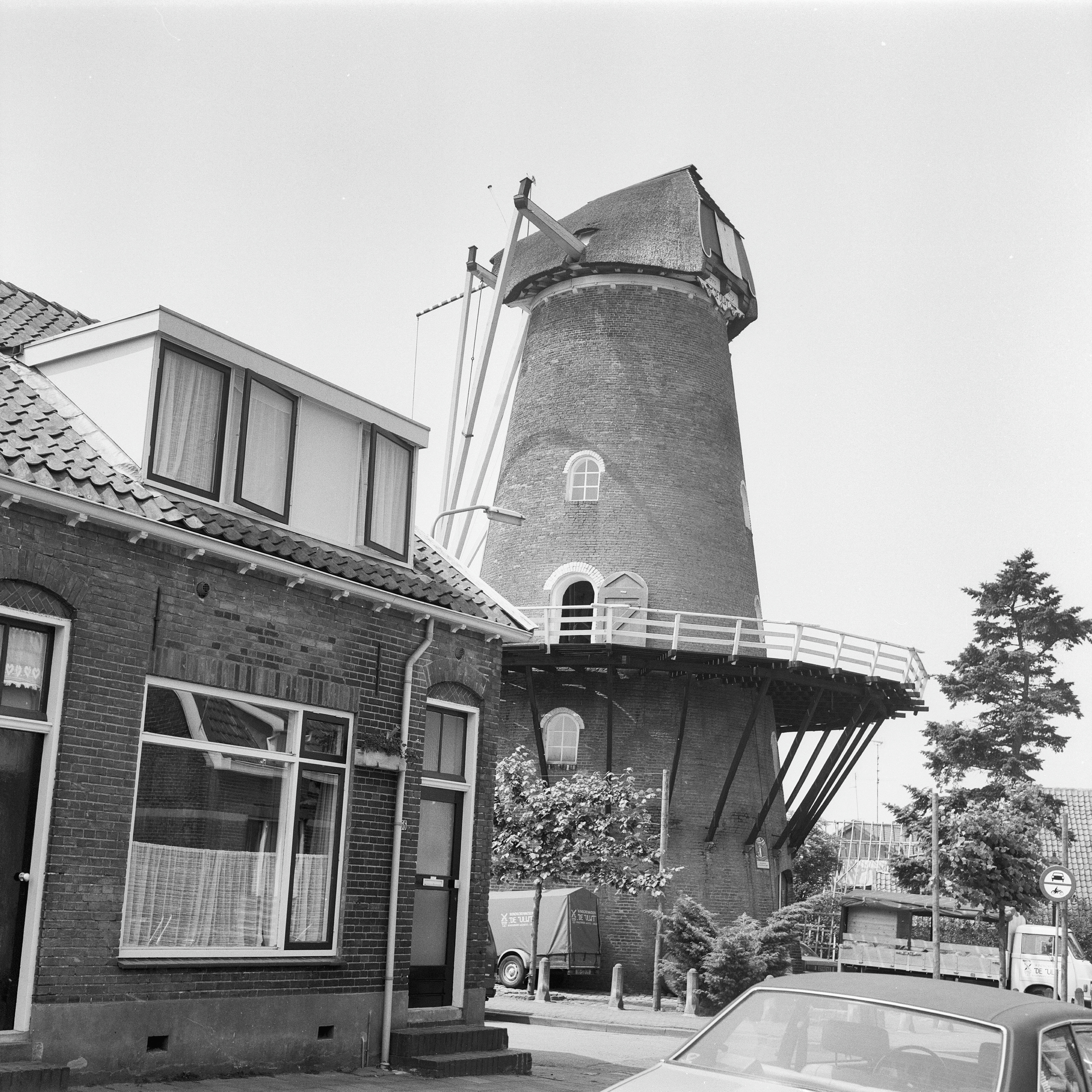
1985